# Oncocnemis poliafascies
Oncocnemis poliafascies är en fjärilsart som beskrevs av Dyar 1910. Oncocnemis poliafascies ingår i släktet Oncocnemis och familjen nattflyn. Inga underarter finns listade i Catalogue of Life.